# Fossombrone
Fossombrone ist eine italienische Gemeinde (comune) mit 9057 Einwohnern (Stand 31. Dezember 2023) in der Provinz Pesaro und Urbino in den Marken. Die Gemeinde liegt etwa 25 Kilometer südsüdwestlich von Pesaro und etwa 14 Kilometer östlich von Urbino am Metauro.

## Geschichte
Der Name der Gemeinde ist eine Verballhornung der antiken Siedlung Forum Sempronii, die nach dem Volkstribun Gaius Sempronius Gracchus benannt war. Schon früher durchzog den Ort die Via Flaminia. Noch heute sind antike Kostbarkeiten vorhanden, wie die Statue des Vertumnus (Gott der Jahreszeiten), der Furlo-Pass (ein römischer Tunnel, der unter Kaiser Vespasian gebaut wurde) sowie zwei Brücken über den Metauro, die unter Trajan und Diokletian errichtet wurden.
Frühzeitig war Fossombrone bereits Bischofssitz (seit 109).
552 kam es dort zur Schlacht von Busta Gallorum, die zur Vernichtung der Ostgoten durch ein oströmisches Heer führte. Bis 1198 war der Ort Teil des Herzogtums Spoleto, dann geriet es unter päpstliche Herrschaft. Als dann die Herzöge von Urbino die Gebietshoheit erlangten, blühte Fossombrone auf. 1631 wurde der Ort erneut Teil des Kirchenstaates bis zum Risorgimento 1860.

## Verkehr
Fossombrone liegt an der Strada Statale 73bis (Europastraße 78) bzw. am Teilstück der Strada Statale 3 Via Flaminia. Die Bahnstrecke von Fano nach Urbino über Fermignano ist seit 1987 ohne Verkehr.

## Gemeindepartnerschaft
Fossombrone unterhält eine Partnerschaft mit der französischen Gemeinde Entraigues-sur-la-Sorgue im Département Vaucluse.

## Persönlichkeiten
- Ottaviano dei Petrucci (1466–1539), Buchdrucker und Musikverleger
- Domenico Silvio Passionei (1682–1761), Kardinal
- Anselmo Bucci (1887–1955), Maler und Schriftsteller
- Mario Tozzi (1895–1979), Maler
- Giuseppe Occhialini (1907–1993), Physiker, Nobelpreisträger (Entdecker des Pi-Mesons)